# Isotenes
Isotenes is een geslacht van vlinders uit de familie van de bladrollers (Tortricidae). De wetenschappelijke naam van het geslacht is voor het eerst geldig gepubliceerd in 1938 door Edward Meyrick.
De typesoort is Isotenes melanoclera Meyrick, 1938

## Soorten
- Isotenes anisa
- Isotenes athliopa
- Isotenes clarisecta
- Isotenes crobylota
- Isotenes cryptadia
- Isotenes epiperca
- Isotenes erasa
- Isotenes eurymenes
- Isotenes inae
- Isotenes latitata
- Isotenes marmorata
- Isotenes megalea
- Isotenes melanoclera
- Isotenes melanopa
- Isotenes melanotes
- Isotenes mesonephela
- Isotenes miserana
- Isotenes ornata
- Isotenes prosantes
- Isotenes pudens
- Isotenes punctosa
- Isotenes rhodosphena
- Isotenes sematophora
- Isotenes syndesma
- Isotenes tetrops
- Isotenes thaumasia